# Hubert Korneliszoon Poot
Hubert Korneliszoon Poot, född 29 januari 1689 i Abtswoude, död 31 december 1733 i Delft, var en nederländsk skald.
Poot utgav 1716 Mengeldichten, 1721 en ny samling och 1727 Gedichten. Hans skaldestycken utkom samlade och med biografisk inledning 1759–80 samt i urval, "Bloemlezing", 1823, i två band.